# Греческое государство
Гре́ческое госуда́рство или Эллиническая Полития (греч. Ελληνική Πολιτεία) — марионеточное государство, существовавшее в период 1941—1944 годов во время Второй мировой войны и подчинявшееся нацистской Германии. Появилось официально в 1941 году после полной оккупации Греции, было уничтожено в 1944 году после освобождения Греции.

## История
После завершения операции «Марита» Греция была полностью оккупирована немецкими, итальянскими и болгарскими войсками, а король Георг II вынужден был бежать за границу. Греческий генерал Георгиос Цолакоглу был назначен премьер-министром греческого правительства 30 апреля 1941 года, а возглавил страну полномочный представитель Рейха Гюнтер Альтенбург.
Цолакоглу во время исполнения своих служебных обязанностей пресекал любые антинемецкие восстания и попытки восстановить монархию. В этом ему помогали немецкие гарнизоны, остававшиеся в Греции. Однако это приводило только к ухудшению общего состояния экономики Греции и росту недовольства граждан. Полностью была разрушена инфраструктура, все припасы конфисковывались у населения и отправлялись войскам. Более того, большую часть доходов греческое правительство передавало немцам, снабжая их как припасами, так и финансами. Эта политика привела к голоду зимой 1941—1942 годов, во время которого умерли более 300 тысяч человек.
Несмотря на требования отставки Цолакоглу, тот отказывался уходить со своего поста. Более 80 тысяч человек были угнаны на работу в Германию во время правления Цолакоглу, а те, кто отказывался покидать страну, уничтожались физически. В конце концов, вместо генерала Цолакоглу 17 ноября 1942 года был назначен Константинос Логофетопулос. Он объявил о том, что на принудительные работы в Германию было отправлено более 80 тысяч человек, что вызвало массовое возмущение граждан. Также Логофетопулос протестовал против конфискации припасов и требовал снизить долю поставок товаров в Германию. Это привело к тому, что и Логофетопулос 6 апреля 1943 года был отправлен в отставку.
После отставки Логофетопулоса итальянская администрация на оккупированных территориях Греции попросила немцев назначить премьер-министром Сотириоса Гоцаманиса, однако правительство возглавил бывший монархист Иоаннис Раллис. Раллис создал Батальоны безопасности, которые совместно с силами СС подавляли мятежи и партизанские восстания. Несмотря на эти жёсткие меры, движение Сопротивления не распалось. В октябре 1944 года английские войска высадились в Греции, почти полностью освобождённой Народно-освободительной армией Греции. Цолакоглу, Логофетопулос и Раллис были арестованы и позднее осуждены. Британское вмешательство и поддержка антикоммунистических сил вскоре привели к Гражданской войне.